# غلامرضا اعظمی باوندپور
غلامرضا اعظمی باوندپور سیاست‌مدار ایرانی بود، که در دوره بیست و چهارم مجلس شورای ملی به عنوان نماینده قصرشیرین از استان کرمانشاه در مجلس شورای ملی حضور داشت.

## زندگی
غلامرضا اعظمی کلهر (باوندپور) فرزند علی و متولد ۱۳۰۶ بود. نام اعظمی در سه کمیسیون امور استخدام و سازمان‌های اداری، پست و تلگراف و تلفن و تعاون و امور روستاها آمده‌است. کانون توجه اعظمی همانند نمایندگان قبل از خود مشکلات اولیه مثل جاده و آب و برق برای حوزه انتخابیه بود.
غلامرضا اعظمی یکی از ۳۳۵ نفری بود که پس از انقلاب در ۲۷ خرداد ۱۳۵۸ حساب‌های بانکی‌شان به دلیل وابستگی به حکومت پادشاهی مسدود و اموال‌شان مصادره شد.